# Transaqua-projektet

Transaqua (i rött).

Transaqua är ett föreslaget gigantiskt vattenprojekt i centrala Afrika som bland annat involverar dammbyggen i Ubangifloden vid Palambo i Centralafrikanska Republiken och att  leda vatten till Tchadsjön med hjälp av en lång kanal. Transaqua-kanalen med ett flertal nybyggda kraftstation längs dess sträckning föreslogs första gången av en nigeriansk ingenjör omkring 1991.